# Couzinet 33 Biarritz
Le Couzinet 33 Biarritz est un monoplan français construit par René Couzinet dont le premier vol a eu lieu en 1931. Il a participé au Raid Paris Nouméa de 1932.

## Caractéristiques techniques

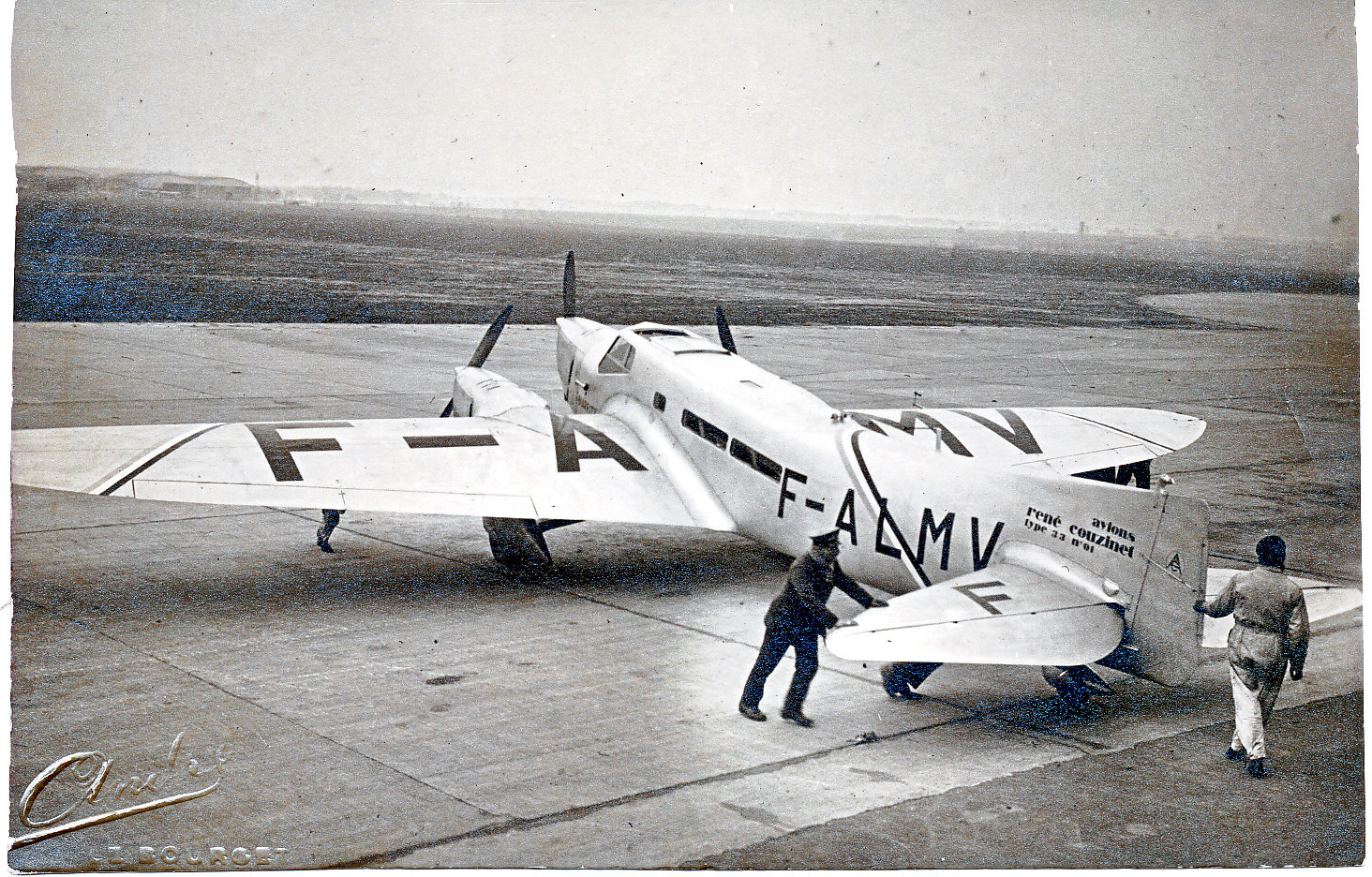
Le "Biarritz" vu de haut, le Bourget, 1932

De construction intégrale en bois, le Couzinet 33 n°1  Biarritz est réalisé avec une aile cantilever très épaisse à profil aminci de 60 cm au niveau du fuselage à zéro aux extrémités ; l’aile a un dièdre nul à l’extrados et classique à l’intrados.

L’aile principale est construite avec un longeron continu sur toute l’envergure qui traverse le fuselage ; et l’aile arrière avec un longeron en deux parties.

Tout l’avion est recouvert de contreplaqué de bouleau.
Le fuselage s’amincit jusqu’à l’arrière, formant une dérive en queue de poisson caractéristique des Arc-en-Ciel.
Les 3 moteurs sont des De Havilland « Gipsy » inversés de 105 CV à refroidissement à air, identiques à ceux du fameux Tiger Moth.
Il a effectué son premier vol en novembre 1931. Il comptait 27 heures de vol au moment du départ du premier vol Paris-Nouméa qu'il allait accomplir, le 6 mars 1932.
L’avion n’avait pas été conçu spécifiquement pour ce raid et rien n’avait été prévu pour les vols tropicaux, le mécanicien réalisa astucieusement, au cours des étapes, des  systèmes de ventilation et de refroidissement des moteurs.

## Accident
Le Biarritz n°2 est équipé de nouveaux moteurs plus puissants : il réalise toute une série de liaisons en Europe, notamment un Paris-Moscou avec Pierre Cot, le ministre de l'Air, ainsi que plusieurs vols en Afrique, dont un aux îles du Cap-Vert. Au retour d'Afrique du Nord, il s'écrase à Blaisy-Bas en Côte-d'Or le 30 octobre 1933 vers 10 h 15 sur une crête boisée, sans doute à cause du brouillard. Le pilote Charles de Verneilh Puyraseau, le mécanicien Le Bas et  le radio Goulmy  seront tués,.